# Раннаметсаська сільська рада
Ра́ннаметсаська сільська рада (ест. Rannametsa külanõukogu, рос. Раннаметсаский сельский совет) — сільська рада в Естонській РСР, адміністративно-територіальна одиниця в складі повіту Пярнумаа (1945—1950) та Кілінґі-Ниммеського району (1950—1954).

## Населені пункти
Сільській раді підпорядковувалися села: Раннаметса (Rannametsa), Мугу (Muhu), Падіна (Padina), Оясоо (Ojasoo), Кяґісте (Kägiste), Пулґоя (Pulgoja), Папісілла (Papisilla), Пійскопі (Piiskopi), Вийду (Võidu), Соо (Soo), Ууейие (Uuejõe), Вагеліку (Vaheliku), Уулу (Uulu), Суурсоо (Suursoo), Уулу (Uulu), Соометса (Soometsa).

## Історія
16 серпня 1945 року на території волості Гяедемеесте в Пярнуському повіті утворена Раннаметсаська сільська рада з центром у селі Пулґоя.
26 вересня 1950 року, після скасування в Естонській РСР повітового та волосного поділу, сільська рада ввійшла до складу новоутвореного Кілінґі-Ниммеського сільського району.
20 березня 1954 року відбулася зміна кордонів між районами Естонської РСР, зокрема від Раннаметсаської сільради передані Тагкураннаській сільській раді Пярнуського району 28,76 га земель колгоспу «Коммунісмі Ліпп» («Kommunismi Lipp», «Прапор Комунізму»).
17 червня 1954 року в процесі укрупнення сільських рад Естонської РСР Раннаметсаська сільська рада ліквідована, а її територія склала північну частину утвореної Гяедемеестеської сільської ради.